# Ogólnokształcąca Szkoła Baletowa im. Ludomira Różyckiego w Bytomiu
Ogólnokształcąca Szkoła Baletowa im. Ludomira Różyckiego w Bytomiu – państwowa szkoła baletowa składająca się ze szkoły podstawowej i liceum ogólnokształcącego utworzona w 1946 w Sosnowcu.

## Historia szkoły
Szkoła, pierwotnie nosząca nazwę Prywatna Szkoła Baletowa, została założona w 1946 w Sosnowcu przez tancerkę, choreografkę i pedagoga Tacjannę Wysocką. Pierwszą siedzibą był zabytkowy Pałac Dietla. W 1948 szkoła została przekształcona w Liceum Choreograficzne, a dwa lata później znacjonalizowana.
W 1955 szkołę przeniesiono do zabytkowego budynku szkoły muzycznej w Bytomiu przy ulicy Moniuszki, a w 1958 otrzymała własny budynek przy ulicy Jagiellońskiej. W latach 1968–69 został on gruntownie wyremontowany oraz dobudowano dodatkowe piętro z dwiema salami baletowymi. Imię kompozytora i dyrygenta Ludomira Różyckiego szkoła otrzymała w 1976 podczas obchodów 30-lecia istnienia.
Szkołę baletową w Bytomiu ukończyły m.in. Aleksandra Dziurosz, Ewa Telega i Zofia Paradowicz.